# Бріаканське сільське поселення
Бріака́нське сільське поселення (рос. Бриаканское сельское поселение) — сільське поселення у складі району імені Поліни Осипенко Хабаровського краю Росії.
Адміністративний центр — село Бріакан.

## Населення
Населення сільського поселення становить 1165 осіб (2019; 1396 у 2010, 1768 у 2002).

## Склад
До складу сільського поселення входять:
| Населений пункт    | Населення, осіб (2002) | Населення, осіб (2010) |
| ------------------ | ---------------------- | ---------------------- |
| Бріакан, село      | 1450                   | 1173                   |
| Весела Горка, село | 111                    | 77                     |
| Главний Стан, село | 207                    | 146                    |